# Набедренные щитки
Набедренные щитки (англ. tassets) — металлические щитки (иногда сегментные) защищающие промежуток между латной юбкой (чья длина ограничена в связи с необходимостью сидеть на коне) и набедренниками.

## О термине "Tassets"
Словом Tassets принято называть то, что пристёгнуто к латной юбке или кирасе. Помимо набедренных щитков, так называют также и сегментные набедренники XVI века, пристёгнутые к кирасе, а также цельные набедренники, пристёгнутые к кирасе турнирного доспеха для конной сшибки. Что любопытно, в дореволюционных изданиях, например, в Вендален Бехайм "Энциклопедия Оружия", tassets именуются набедренниками, а то, что сейчас называют набедренниками, именуется налядвенниками. При этом налядвенниками в Средние Века на Руси называли наколенники, которые в дореволюционных изданиях именуются именно наколенниками.